# کروموزوم ۸ (انسان)
کروموزوم ۸ (انسان)،

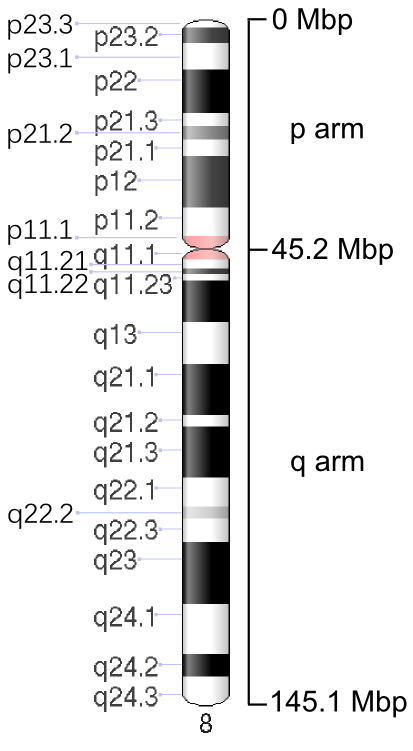
ایدئو گرام کروموزوم ۸ (انسان). MBP به معنی مگا جفت باز است. برای مشاهدهٔ دیگر منابع جایگاه کروموزومی را ببینید.

در کنار کروموزوم‌های دیگر، یکی از ۲۳ جفت کروموزوم در بشر است. انسان‌ها به روال معمول دو نسخه از این کروموزوم را دارند. کروموزوم ۸ دارای بیش از ۱۴۵ میلیون جفت باز (اجزای تشکیل‌دهندهٔ دی‌ان‌ای) است و این نشان دهندهٔ بین ۴٫۵٪ و ۵٫۰٪ از کل دی‌ان‌ای در سلول‌های انسان است.
کروموزوم ۸ دارای دو بازو، ۸پی و ۸کیو (8P و 8Q) است. بازوی کوتاه، ۸پی، حدود ۴۵ میلیون جفت باز، و در حدود ۱٫۵٪ از ژنوم است و شامل ۴۸۴ ژن و ۱۱۰ توالی شبه‌ژن؛ که حدود ۸ درصد از ژن‌های آن درگیر در رشد و عملکرد مغز هستند، و در حدود ۱۶ درصد با ژنتیک سرطان مرتبط شناخته شده‌اند. یکی از ویژگی‌های منحصر به فرد ۸پی، داشتن یک منطقه بزرگ در حدود ۱۵ مگا باز نوکلئوتیدی (تک‌باز) است، که به نظر می‌رسد نرخ جهش بالایی دارد، و واگرایی (انشعاب) بسیار گسترده‌ای بین انسان و شامپانزه را نشان می‌دهد؛ که نرخ بالای جهش در آن می‌تواند به تکامل مغز انسان کمک کرده‌باشد.
شناسایی هویت ژن‌ها در هر کروموزوم یکی از زمینه‌های فعال در پژوهش‌های ژنتیکی است. پژوهش‌گران از روش‌های مختلفی برای پیش‌بینی تعداد ژن در هر کروموزوم استفاده می‌کنند، از این رو، شمار تخمینی ژن‌ها در هر کروموزوم همیشه یک‌سان نیست. دانشمندان بر این باورند که کروموزوم ۸ به احتمال زیاد در بر گیرندهٔ بین ۷۰۰ تا ۱۰۰۰ ژن است.